# Paguristes holguinensis
Paguristes holguinensis is een tienpotigensoort uit de familie van de Diogenidae. De wetenschappelijke naam van de soort is voor het eerst geldig gepubliceerd in 2002 door Manjón-Cabeza, García Raso & Martínez Iglesias.